# Bust-A-Move
Bust-A-Move är det första spelet i en spelserie med samma namn. Detta spel finns bl.a. till Super NES, Wonderswan, Sega Game Gear, 3DO, Neo Geo Pocket Color, Neo Geo CD och Windows.